# Heteroepichloë bambusae
Heteroepichloë bambusae är en svampart som först beskrevs av Narcisse Theophile Patouillard, och fick sitt nu gällande namn av E. Tanaka, C. Tanaka, Gafur & Tsuda 2002. Heteroepichloë bambusae ingår i släktet Heteroepichloë och familjen Clavicipitaceae.   Inga underarter finns listade i Catalogue of Life.